# Agasanahalli, Bhadravati
Agasanahalli là một làng thuộc tehsil Bhadravati, huyện Shimoga, bang Karnataka, Ấn Độ.